# Costas Mandylor
Constantinos Theodosopoulos (Melbourne, 3 de septiembre de 1965), conocido como Costas Mandylor, es un actor australiano. En 1991 fue elegido por la revista People como una de las 50 personas más bellas del mundo, y uno de los rostros más exóticos de la televisión. Es conocido por su papel como Kenny Lacos en la serie de televisión Picket Fences, así como también por su papel como Mark Hoffman en la franquicia Saw.

## Primeros años
Su familia es originaria de la región griega del Peloponeso. Sus padres son Louise Mandylaris, procedente de Kalamata y Yannis Theodosopoulos, originario de Tripoli, quien fue taxista. Tiene un hermano, el también actor Louis Mandylor.
Mandylor tomó una versión del apellido de soltera de su madre, diciendo que su apellido paterno era muy largo. Creció en St Kilda y en South Melbourne, Victoria.
A los 18 años se mudó a Grecia para jugar como mediocampista en el equipo Europeo de Campeones, Panathinaikos F.C., a los 21 volvió a Australia para jugar en la liga nacional, donde luego se lesionó, mudándose posteriormente, con su hermano Louis Mandylor, a Los Ángeles. En 1987 comenzó a tomar clases de actuación y fue dejando progresivamente el fútbol.

## Carrera
Su primer papel relevante fue en la película de 1989, Triumph of the Spirit haciendo de un judío europeo, siendo grabada en el campo de concentración de Auschwitz. Volvió a Los Ángeles y audicionó para el papel de un conde italiano en The Doors (1991). Mandylor tuvo un papel protagónico en Mobsters haciendo del jefe mafioso Frank Costello." En 1992 tuvo un papel en la serie de CBS, Picket Fences, haciendo del oficial Kenny Lacos hasta el final de la serie en 1996.
Su papel más conocido y recordado es el del detective Mark Hoffman, el sucesor del asesino serial Jigsaw. La personalidad de Hoffman cambia completamente después de que su hermana sea asesinada, y decide unirse a John Kramer para dar una oportunidad a quienes no aprecian su vida... hasta que comienza a asesinar sin razón alguna. Hasta el momento Mandylor ha interpretado a Hoffman en cinco entregas de la serie (desde la tercera hasta la séptima y un cameo en Saw X), y podría repetir el papel en la undécima entrega, que Lionsgate ha anunciado para el año 2025. El personaje es considerado por muchos fanes del cine como uno de los asesinos más atractivos de las películas de terror de todos los tiempos.

## Vida personal
Se separó de su esposa, la actriz Talisa Soto, en el año 2000 después de tres años de matrimonio. En otoño de 2013 se casó con su novia, Clara García.

## Filmografía
- 1989: Triumph of the Spirit.
- 1991: Soapdish.
- 1991: The Doors.
- 1991: Mobsters.
- 1991: 17 Annual People Choice Awards .... como él mismo
- 1992: Picket Fences - Serie de televisión.
- 1993: Tales from the Crypt, episodio "Half-Way Horrible".
- 1993: Fatal Past.
- 1994: Almost Dead.
- 1995: Asesino Virtual.
- 1995: Fist of the North Star.
- 1995: Falling for You.
- 1996: Portraits of a Killer
- 1995: Venus Rising.
- 1996: Delta of Venus.
- 1996: Crosscut.
- 1996: Siete En El Paraíso.
- 1996: Second Annual Screen Actors Guild Awards .... como él mismo.
- 1997: Just Write.
- 1997: Amor Por Error.
- 1997: Players - Telefilme.
- 1997: Stand-Ins.
- 1997: Misión Especial (TV).
- 1997: Last Exit to Earth.
- 1998: Exiled: A Law & Order Movie.
- 1998: Shelter.
- 1998: Conversations in Limbo - Cortometraje.
- 1998: The Fury Whitin.
- 1998: Double Take.
- 1998: My Brother Cicero.
- 1999: Stealth Fighter.
- 1999: Shame, Shame, Shame.
- 1999: Bonnano: A Godfather's Story.
- 2000: Gangland.
- 2000: Intrepid.
- 2000: Secret Agent Man - Serie de televisión.
- 2000: Resurrection Blvd. - Serie de televisión.
- 2000: Charmed, episodio "Apocalypse Not".
- 2001: Sex and the City - Serie de televisión.
- 2001: The Pledge.
- 2001: Above & Beyond.
- 2001: Turn Of Faith.
- 2001: Charmed, episodio "Oh My Goddess", 1.ª y 2.ª parte.
- 2001: Sanctuary.
- 2002: Andromeda - Serie de televisión.
- 2002: Cover Story.
- 2002: Scent of Murder.
- 2002: Hitters.
- 2004: Just Desserts.
- 2004: DinoCroc.
- 2004: The Eavesdropper.
- 2005: The Game of Their Lives.
- 2005: Dr. Chopper.
- 2005-2006: Subzero.
- 2005: Made In Hollywood .... como él mismo
- 2006: Disaster Zone: Volcano in New York.
- 2006: Saw III.
- 2007: Duda mortal.
- 2007: Saw IV.
- 2007: Beowulf.
- 2007: Nobody.
- 2008: Saw V.
- 2008: The Ball Is Round.
- 2008: Emma Blue.
- 2008: The Drum Beats Twice.
- 2008: In the Eyes of a Killer.
- 2008: Toxic.
- 2008: Lost Warrior: Left Behind.
- 2009: Immortally Yours (Kiss of the Vampire).
- 2009: Saw VI.
- 2010: Sinners & Saints.
- 2010: Saw VII 3D.
- 2010: Hyenas.
- 2010: Torn.
- 2010: An Affirmative Act.
- 2011: The Cursed.
- 2012: Shoul'd Been Romeo.
- 2013: 2 bedrooms 1 bath.
- 2013: Major Crimes (en el episodio "D.O.A").
- 2013: NCIS (en el episodio "Past, Present, Future").
- 2013: 2 Dead 2 Kill.
- 2014: Twisted Metal.
- 2014: The Nurse.
- 2014: Guardian Angel.
- 2014: House of Secrets.
- 2014: The Blackout.
- 2015: The Horde.
- 2015: The Rogue.
- 2015: Bad Cat.
- 2015: The Best Thanksgiving Ever.
- 2015: Beyond The Game.
- 2016: Once Upon A Time (en el episodio "The Brother Jones").
- 2016: Someone Dies Tonight.
- 2016: Residue.
- 2016: Mulberry To Rome.
- 2017: Deprivation.
- 2019: Cliffs of Freedom.
- 2020: C.L.E.A.N.
- 2021: Born a Champion.
- 2021: Cosmic Sin.
- 2021: Lazarus.
- 2021: Blindsided.
- 2021: Locked In.
- 2022:	Unbound Evil.
- 2022: Dangerous Methods.
- 2022: Borrowed Time III.
- 2022: Numbers.
- 2022: Adrenaline 2021.
- 2022: Trail Blazers.
- 2022: The Division.
- 2023: Saw X.

## Premios
Fue nominado dos veces en los Screen Actors Guild Awards a mejores roles en un drama por Picket Fences en 1995 y 1996 junto con el elenco, ganando a la segunda vez.
También fue nominado por Saw VII junto con Betsy Russell por la escena más asquerosa de la trampa de osos invertida de Jill Tuck en los Scream Awards en 2010. Además fue premiado por su rol en la película Mobsters de 1991.